# 岩戸町 (名古屋市)
岩戸町（いわとちょう）は、愛知県名古屋市南区の地名。丁番を持たない単独町名である。住居表示実施。

## 地理
名古屋市南区北部に位置する。東は呼続町、西は大磯通、南は薬師通に接していたが、1988年及び1990年の住居表示実施に伴い、現在は東は呼続三丁目、南は呼続四丁目及び薬師通、西は汐田町、北は呼続一丁目、北東は呼続二丁目に接している。

## 歴史
江戸期まで愛知郡山崎村であった地域の一部にあたる。

### 町名の由来
呼続町の小字名「岩戸」による。当地がかつて海岸線にあたり、波の浸食により形成された洞穴があったことによるという。

### 行政区画の変遷
- 1943年（昭和18年）9月20日 - 南区呼続町の一部により、同区岩戸町として成立する[3]。
- 1949年（昭和24年）8月18日 - 南区呼続町の一部を編入する[3]。また、一部が青峰通に編入される[3]。
- 1988年（昭和63年）8月1日 - 南区青峰通・大磯通・薬師通の各一部を編入する[3]。

### 町名の変遷
| 実施後 | 実施年月日    | 実施前（各町名ともその一部） |
| ------ | ------------- | ---------------------------- |
| 岩戸町 | 1943年9月20日 | 呼続町                       |
| 岩戸町 | 1949年8月18日 | 呼続町                       |
| 青峰通 | 1949年8月18日 | 岩戸町                       |
| 岩戸町 | 1988年8月1日  | 青峰通                       |
| 岩戸町 | 1988年8月1日  | 大磯通                       |
| 岩戸町 | 1988年8月1日  | 薬師通                       |

## 世帯数と人口
2019年（平成31年）4月1日現在の世帯数と人口は以下の通りである。
| 町丁   | 世帯数  | 人口    |
| ------ | ------- | ------- |
| 岩戸町 | 649世帯 | 1,321人 |

### 人口の変遷
国勢調査による人口の推移
| 2000年（平成12年） | 1,332人 | [ WEB 6 ] |  |
| 2005年（平成17年） | 1,240人 | [ WEB 7 ] |  |
| 2010年（平成22年） | 1,268人 | [ WEB 8 ] |  |
| 2015年（平成27年） | 1,272人 | [ WEB 9 ] |  |

## 学区
市立小・中学校に通う場合、学校等は以下の通りとなる。また、公立高等学校に通う場合の学区は以下の通りとなる。
| 番・番地等 | 小学校               | 中学校               | 高等学校 |
| ---------- | -------------------- | -------------------- | -------- |
| 全域       | 名古屋市立呼続小学校 | 名古屋市立新郊中学校 | 尾張学区 |

## 施設
- 曹洞宗白毫寺[4]

## その他

### 日本郵便
- 郵便番号 : 457-0015[WEB 3]（集配局：名古屋南郵便局[WEB 12]）。

### WEB
1. ↑  “愛知県名古屋市南区の町丁・字一覧”.   人口統計ラボ. 2017年10月7日閲覧。
2. 1 2  “町・丁目(大字)別、年齢(10歳階級)別公簿人口(全市・区別)”.   名古屋市 (2019年4月22日). 2019年4月23日閲覧。
3. 1 2  “郵便番号”.  日本郵便. 2019年3月17日閲覧。
4. ↑  “市外局番の一覧”.   総務省. 2019年1月6日閲覧。
5. ↑  名古屋市役所市民経済局地域振興部住民課町名表示係 (2015年10月21日). “南区の町名一覧”.   名古屋市. 2017年10月7日閲覧。
6. ↑  名古屋市役所総務局企画部統計課統計係 (2005年7月1日). “（刊行物）名古屋の町(大字)・丁目別人口 (平成12年国勢調査) 南区” (XLS). 2017年10月8日閲覧。
7. ↑  名古屋市役所総務局企画部統計課統計係 (2007年6月29日). “平成17年国勢調査　名古屋の町(大字)別・年齢別人口 南区” (XLS). 2017年10月8日閲覧。
8. ↑  名古屋市役所総務局企画部統計課統計係 (2012年6月29日). “平成22年国勢調査　名古屋の町(大字)別・年齢別人口 南区” (XLS). 2017年10月8日閲覧。
9. ↑  名古屋市役所総務局企画部統計課統計係 (2017年7月7日). “平成27年国勢調査　名古屋の町(大字)別・年齢別人口” (XLS). 2017年10月8日閲覧。
10. ↑  “市立小・中学校の通学区域一覧”.   名古屋市 (2018年11月10日). 2019年1月14日閲覧。
11. ↑  “平成29年度以降の愛知県公立高等学校（全日制課程）入学者選抜における通学区域並びに群及びグループ分け案について”.   愛知県教育委員会 (2015年2月16日). 2019年1月14日閲覧。
12. ↑  “郵便番号簿 2018年度版” (PDF).   日本郵便. 2019年4月23日閲覧。

### 文献
1. 年魚市潟（）とは、氷河期の終わりに縄文海進と呼ばれる海面上昇により出現した旧愛知郡一帯にかけて広がっていた干潟のこと。
2. ↑  年魚市潟（）とは、氷河期の終わりに縄文海進と呼ばれる海面上昇により出現した旧愛知郡一帯にかけて広がっていた干潟のこと。
3. 1 2 3 4 5  名古屋市計画局 1992, p. 851.
4. 1 2 3  「角川日本地名大辞典」編纂委員会 1989, p. 1538.
5. 1 2  名古屋市計画局 1992, p. 554.